# Lepidosaphes lobulata
Lepidosaphes lobulata är en insektsart som först beskrevs av Walter Wilson Froggatt 1914.  Lepidosaphes lobulata ingår i släktet Lepidosaphes och familjen pansarsköldlöss. Inga underarter finns listade i Catalogue of Life.